# Giovanni Reale

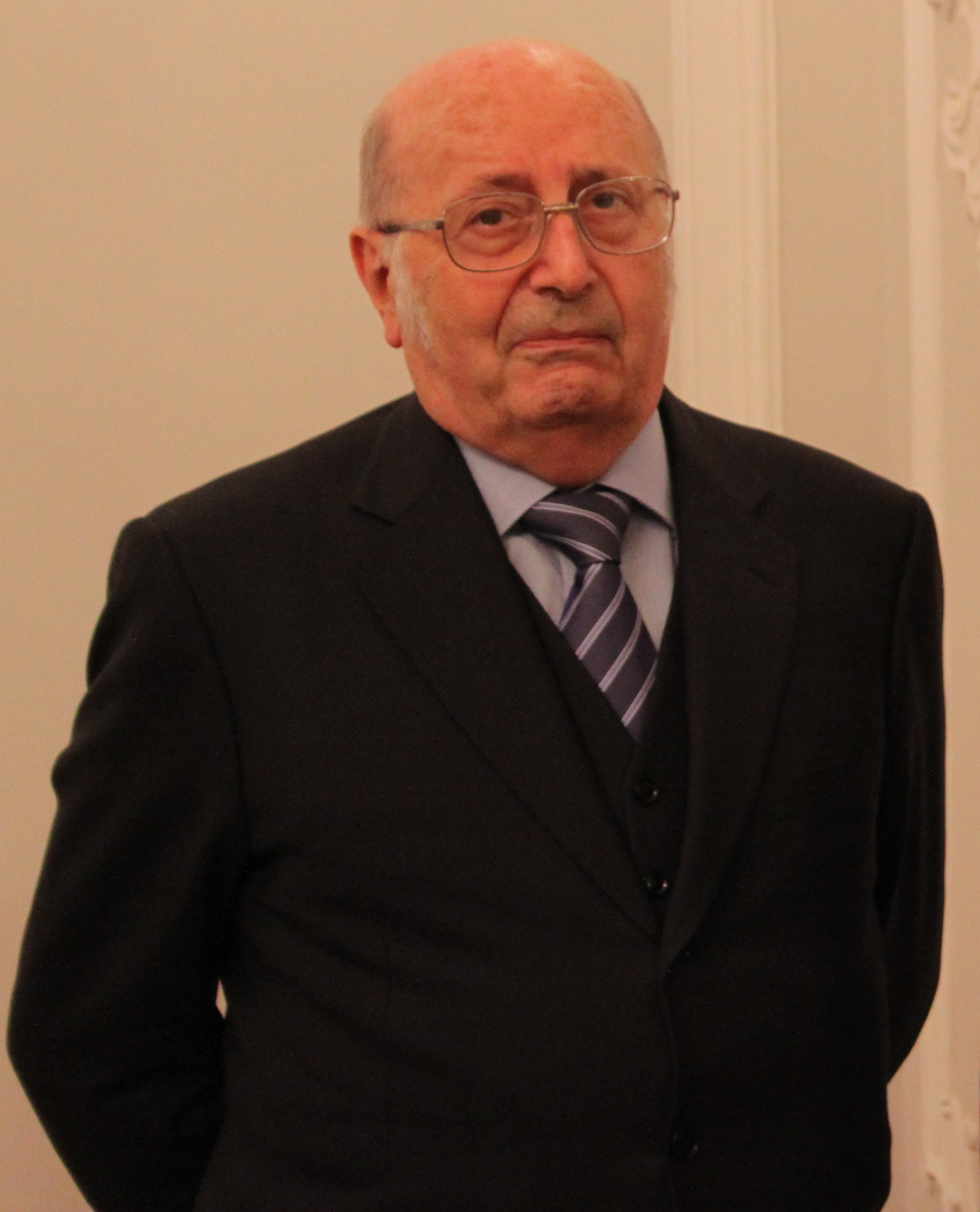
Giovanni Reale, 2013

Giovanni Reale (* 15. April 1931 in Candia Lomellina; † 15. Oktober 2014 in Luino) war ein italienischer Philosophiehistoriker und Hochschullehrer. 

## Leben
Reale studierte an der Katholischen Universität in Mailand. Studienaufenthalte führten ihn an die deutschen Universitäten Marburg und München. Nach dem Abschluss seines Studiums war er eine Zeitlang als Gymnasiallehrer tätig, wurde dann auf eine Professur an die Universität Parma berufen und wechselte einige Jahre später an die Katholische Universität in Mailand, an der er viele Jahrzehnte Geschichte der Philosophie lehrte. Dort gründete er auch ein Forschungszentrum für Metaphysik (Centro di Ricerche di Metafisica), mit dem er eine intensive Publikationstätigkeit entfaltete.
Zu Reales Hauptarbeitsgebieten zählte die Geschichte der antiken Philosophie. Er war seit 1995 korrespondierendes Mitglied der Bayerischen Akademie der Wissenschaften. 2011 erhielt Reale den Verdienstorden der Italienischen Republik (Großkreuz).

## Werke
- Il concetto di filosofia prima e l'unità della Metafisica di Aristotele, Vita e Pensiero, Mailand (1961) und dann Bompiani, Mailand (2008)
- Introduzione a Aristotele, Laterza, Bari (1974)
- Storia della filosofia antica, 5 volumi, Vita e Pensiero, Mailand (1975, reissued several times)
- Il pensiero occidentale dalle origini ad oggi, La Scuola, Brescia (1983)
- Per una nuova interpretazione di Platone, CUSL, Mailand (1984) und dann Vita e Pensiero, Mailand (2003)
  - Deutsche Ausgabe: Zu einer neuen Interpretation Platons. Eine Auslegung der Metaphysik der großen Dialoge im Lichte der "ungeschriebenen Lehren", Übers. von Ludger Hölscher, Schöningh, Paderborn (1993)
- Introduzione a Introduzione a Proclo, Laterza, Bari (1989)
- Filosofia antica, Jaca Book, Mailand (1992)
- Saggezza antica, Cortina, Mailand (1995)
- Eros demone mediatore, Rizzoli, Mailand (1997)
- Platone. Alla ricerca della sapienza segreta, Rizzoli, Mailand (1997) und dann Bompiani, Mailand (2005)
- Guida alla lettura della Metafisica di Aristotele, Laterza, Bari (1997)
- Raffaello: La "Disputa", Rusconi, Mailand (1998)
- Corpo, anima e salute, Cortina, Mailand (1999)
- Socrate. Alla scoperta della sapienza umana, Rizzoli, Mailand (1999)
- Il pensiero antico, Vita e Pensiero, Mailand (2001)
- La filosofia di Seneca come terapia dei mali dell'anima, Bompiani, Mailand (2003)
- Radici culturali e spirituali dell'Europa, Cortina, Mailand (2003)
  - Kulturelle und geistige Wurzeln Europas. Für eine Wiedergeburt des "europäischen Menschen", Aus dem Italienischen übersetzt von Sigrid Spath, Schöningh, Paderborn (2004)
- Storia della filosofia greca e romana, 10 volumi, Bompiani, Mailand (2004)
- Valori dimenticati dell'Occidente, Bompiani, Mailand (2004)
- L'arte di Riccardo Muti e la Musa platonica, Bompiani, Mailand (2005)
- Come leggere Agostino, Bompiani, Mailand (2005)
- Karol Wojtyla un pellegrino dell'assoluto, Bompiani, Mailand (2005)
- Autotestimonianze e rimandi dei Dialoghi di Platone alle "Dottrine non scritte", Bompiani, Mailand (2008)
- Storia del pensiero filosofico e scientifico, La Scuola, Brescia (2012)
- Cento anni di filosofia. Da Nietzsche ai nostri giorni, La Scuola, Brescia (2015)